# Нижняя Мальцевка
Нижняя Мальцевка — река в России, протекает в Губахинском районе Пермского края. Устье реки находится в 78 км по левому берегу реки Косьва. Длина реки составляет 16 км.
Исток реки в лесном массиве на западных предгорьях Северного Урала в 3 км к западу от посёлка Нагорнский и находится на водоразделе Косьвы и Чусовой. Генеральное направление течения — север, всё течение проходит по ненаселённому лесу, среди холмов, покрытых елово-пихтовой тайгой. Впадает в Косьву ниже города Губаха у покинутой деревни Мальцевка.

## Данные водного реестра
По данным государственного водного реестра России относится к Камскому бассейновому округу, водохозяйственный участок реки — Кама от города Березники до Камского гидроузла, без реки Косьва (от истока до Широковского гидроузла), Чусовая и Сылва, речной подбассейн реки — бассейны притоков Камы до впадения Белой. Речной бассейн реки — Кама.
По данным геоинформационной системы водохозяйственного районирования территории РФ, подготовленной Федеральным агентством водных ресурсов:
- Код водного объекта в государственном водном реестре — 10010100912111100008779
- Код по гидрологической изученности (ГИ) — 111100877
- Код бассейна — 10.01.01.009
- Номер тома по ГИ — 11
- Выпуск по ГИ — 1